# Skalná
Skalná, (in tedesco Wildstein) è una città della Repubblica Ceca facente parte del distretto di Cheb, nella regione di Karlovy Vary.